# Jagiellonia Białystok w sezonie 1966/1967

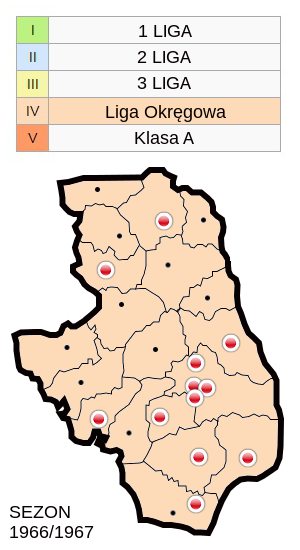
BOZPN - Zespoły występujące w Lidze Okręgowej w sezonie 1966/67

Jagiellonia Białystok przystąpiła do rozgrywek Ligi Okręgowej Białostockiego OZPN.

## IV poziom rozgrywkowy
Jagiellonia uplasowała się w środku tabeli na 7 miejscu. Drużyna w trakcie sezonu miała dobre i złe momenty, potrafiła przegrywać np. Husarem Nurzec (2:8 na wyjeździe), ale także walczyć i zwyciężać, np. 21 kolejce u siebie pokonała Społem Bielsk Podlaski 3:1 (gole: Kryński, Frelek, Stankiewicz), a w ostatniej 22 kolejce na wyjeździe pokonać 4:3 zespół Skry Czarna Białostocka (gole: 4 x Frelek).

## Końcowa tabela Ligi Okręgowej - Białostocki OZPN
| Lp. | Drużyna                          | M  | Z  | R | P  | Bramki | Bramki | Różn. | Pkt. | Uwagi          |
| --- | -------------------------------- | -- | -- | - | -- | ------ | ------ | ----- | ---- | -------------- |
| 1   | Mazur Ełk                        | 22 | 13 | 6 | 3  | 49     | 9      | +40   | 32   | Awans III liga |
| 2   | Husar Nurzec                     | 22 | 13 | 4 | 5  | 61     | 28     | +33   | 30   |                |
| 3   | Wigry Suwałki                    | 22 | 11 | 7 | 4  | 38     | 21     | +17   | 29   |                |
| 4   | Sokół Sokółka                    | 22 | 12 | 4 | 6  | 42     | 20     | +22   | 28   |                |
| 5   | Skra Czarna Białostocka (b)      | 22 | 9  | 7 | 6  | 34     | 27     | +7    | 25   |                |
| 6   | Puszcza Hajnówka                 | 22 | 9  | 4 | 9  | 24     | 32     | -8    | 22   |                |
| 7   | Jagiellonia Białystok (b)        | 22 | 7  | 6 | 9  | 34     | 45     | -11   | 20   |                |
| 8   | Pogoń Łapy                       | 22 | 7  | 5 | 10 | 32     | 39     | -7    | 19   |                |
| 9   | Społem (Tur) Bielsk Podlaski (b) | 22 | 7  | 5 | 10 | 32     | 43     | -11   | 19   |                |
| 10  | Gwardia Białystok (b)            | 22 | 8  | 2 | 12 | 33     | 41     | -8    | 18   |                |
| 11  | ZKS Zambrów                      | 22 | 6  | 5 | 11 | 21     | 37     | -16   | 17   | Spadek kl.A    |
| 12  | Ognisko Białystok (b)            | 22 | 1  | 3 | 18 | 21     | 79     | -58   | 5    | Spadek kl.A    |

## Mecze
| Mecze i wyniki | Mecze i wyniki          | Mecze i wyniki      | Mecze i wyniki | Mecze i wyniki | Mecze i wyniki          | Mecze i wyniki | Mecze i wyniki                            | Poz w lidze. | Poz w lidze. | Poz w lidze. |
| Lp. | Data                    | Rozgrywki           | F.             | D/W            | Przeciwnik              | Wynik          | Strzelcy bramek                           | M.           | P.           | Br.          |
| --- | ----------------------- | ------------------- | -------------- | -------------- | ----------------------- | -------------- | ----------------------------------------- | ------------ | ------------ | ------------ |
| 1 | 10.07.1966 Drohiczyn    | PP OKR              | -              | W              | Włókniarz Białystok     | zw.            |                                           | awans        | awans        | awans        |
| 2 | 31.07.1966 Białystok    | PP OKR              | -              | D              | Żubr Drohiczyn          | por.           |                                           | odpadnięcie  | odpadnięcie  | odpadnięcie  |
| 3 429 | 14.08.1966 Łapy         | Liga Okr. - 1 kol.  | b.d.           | W              | Pogoń Łapy              | 2:2            | Hryniewicki, Dawidowski                   | ?            | 1            | 2:2          |
| 4 430 | 21.08.1966 Zambrów      | Liga Okr. - 2 kol.  | 1000           | W              | ZKS Zambrów             | 0:0            |                                           | 7            | 2            | 2:2          |
| 5 431 | 28.08.1966 Białystok    | Liga Okr. - 3 kol.  | 500            | D              | Puszcza Hajnówka        | 0:3            |                                           | 10           | 2            | 2:5          |
| 6 432 | 04.09.1966 Nurzec       | Liga Okr. - 4 kol.  | b.d.           | W              | Husar Nurzec            | 8:2            | Dawidowski, Bielawski                     | 10           | 2            | 4:13         |
| 7 433 | 11.09.1966 Białystok    | Liga Okr. - 5 kol.  | 500            | D              | Mazur Ełk               | 0:3            |                                           | 11           | 2            | 4:16         |
| 8 434 | 18.09.1966 Suwałki      | Liga Okr. - 6 kol.  | 800            | W              | Wigry Suwałki           | 3:1            | Marciniak 49'                             | 11           | 2            | 5:19         |
| 9 435 | 25.09.1966 Białystok    | Liga Okr. - 7 kol.  | 200            | D              | Ognisko Białystok       | 3:1            | Grygorczuk 8', Frelek 36', Dawidowski 44' | 11           | 4            | 8:20         |
| 10 436 | 02.10.1966 Białystok    | Liga Okr. - 8 kol.  | 500            | W              | Gwardia Białystok       | 0:3            | Frelek (x2), Grygorczuk                   | 9            | 6            | 11:20        |
| 11 437 | 09.10.1966 Białystok    | Liga Okr. - 9 kol.  | 1000           | D              | Sokół Sokółka           | 2:2            | Frelek (x2)                               | 8            | 7            | 13:22        |
| 12 438 | 23.10.1966 Białystok    | Liga Okr. - 10 kol. | 100            | D              | Skra Czarna Białostocka | 0:1            |                                           | 9            | 7            | 13:23        |
| 13 439 | 30.10.1966 Bielsk Podl. | Liga Okr. - 11 kol. | 500            | W              | Społem Bielsk Podlaski  | 0:1            | Dawidowski                                | 9            | 9            | 14:23        |
| 14 440 | 02.04.1967 Białystok    | Liga Okr. - 12 kol. | 600            | D              | Pogoń Łapy              | 1:0            | Frelek 69'                                | 8            | 11           | 15:23        |
| 15 441 | 09.04.1967 Białystok    | Liga Okr. - 13 kol. | 500            | D              | ZKS Zambrów             | 3:3            | Dawidowski (x2), Marciniak                | 6            | 12           | 18:26        |
| 16 442 | 16.04.1967 Białowieża   | Liga Okr. - 14 kol. | b.d.           | W              | Puszcza Hajnówka        | 3:1            | b.d.                                      | 8            | 12           | 19:29        |
| 17 443 | 23.04.1967 Białystok    | Liga Okr. - 15 kol. | 700            | D              | Husar Nurzec            | 1:1            | Dawidowski 40'                            | 9            | 13           | 20:30        |
| 18 444 | 30.04.1967 Ełk          | Liga Okr. - 16 kol. | b.d.           | W              | Mazur Ełk               | 2:1            | Krysiński 35'                             | 10           | 13           | 21:32        |
| 19 445 | 07.05.1967 Białystok    | Liga Okr. - 17 kol. | 800            | D              | Wigry Suwałki           | 0:2            |                                           | 10           | 13           | 21:34        |
| 20 446 | 14.05.1967 Białystok    | Liga Okr. - 18 kol. | 400            | W              | Ognisko Białystok       | 1:4            | Frelek 18' 72' 74', Krysiński 32'         | 9            | 15           | 25:35        |
| 21 447 | 21.05.1967 Białystok    | Liga Okr. - 19 kol. | b.d.           | D              | Gwardia Białystok       | 2:2            | Frelek 50' 54'                            | 10           | 16           | 27:37        |
| 22 448 | 28.05.1967 Sokółka      | Liga Okr. - 20 kol. | 700            | W              | Sokół Sokółka           | 4:0            |                                           | 10           | 16           | 27:41        |
| 23 449 | 04.06.1967 Białystok    | Liga Okr. - 21 kol. | b.d.           | D              | Społem Bielsk Podlaski  | 3:1            | Krysiński, Frelek, Stankiewicz            | 9            | 18           | 30:42        |
| 24 450 | 18.06.1967 Czarna Biał. | Liga Okr. - 22 kol. | b.d.           | W              | Skra Czarna Białostocka | 3:4            | Frelek (x4)                               | 7            | 20           | 34:45        |
| - rozgrywki ligowe, - rozgrywki pucharu polski, - rozgrywki pucharu ligi, - rozgrywki ligi europejskiej, - mecze barażowe lub eliminacyjne, - inne. Liczba meczów w sezonie:1 2 (wszystkie mecze na najwyższym poziomie rozgrywkowym)3 (wszystkie mecze w rozgrywkach ligowych bez baraży) , Puchar Polski: 2 (mecze Pucharu Polski na szczeblu centralnym)3 (wszystkie mecze w Pucharze Polski) |                         |                     |                |                |                         |                |                                           |              |              |              |